# Taxiphyllum gracile
Taxiphyllum gracile là một loài Rêu trong họ Hypnaceae. Loài này được (Besch.) S.H. Lin miêu tả khoa học đầu tiên năm 1984.